# Oglasa clearchus
Oglasa clearchus är en fjärilsart som beskrevs av Fawcett 1916. Oglasa clearchus ingår i släktet Oglasa och familjen nattflyn. Inga underarter finns listade i Catalogue of Life.